# Velo d’Astico
Velo d'Astico (velenceiül Veło d'Astego) település Olaszországban, Veneto régióban, Vicenza megyében. Lakosainak száma 2224 fő (2023. január 1.). Velo d’Astico Cogollo del Cengio, Posina, Santorso, Schio, Arsiero és Piovene Rocchette községekkel határos.

## Népesség
A település népességének változása:
| Lakosok száma | 2406 | 2368 | 2224 |
|               | 2017 | 2018 | 2023 |